# 2023 год в Италии

## Февраль
- 21 февраля — Официальный визит Джорджи Мелони в Киев[1][2][3]
- 26 февраля — Крушение лодки с мигрантами в Калабрии. 60 мигрантов погибли у берегов Кротоне в Средиземном море, стараясь переплыть из Африки в Италию[4]

## Апрель
- 11 апреля — Объявлен режим чрезвычайной ситуации из-за миграционного кризиса, связанного с наплывом нелегальных мигрантов. Срок действия режима ЧС составит полгода. Режим ЧС объявлен на территории 14 областей[5][6][7]

## Май
- 1 мая — Принятие закона о снижении ставки подоходного налога. Налоговая реформа. Принятие пакета льгот для работников с низким уровнем дохода[8][9]
- 19—21 мая — Участие в саммите G7[10][11][12]
- 14—15 мая — Местные выборы 2023[англ.]. Выборы мэров городов[13]
- 2—3 мая, 16—18 мая — Наводнения в Эмилии-Романье[14][15][16]

## Июль
- 13 июля — Забастовка работников железнодорожного транспорта[17]
- 15 июля — Забастовка персонала наземного обслуживания аэропортов[18][19]
- 17 июля — Забастовка работников гражданской авиации. Отменены более 200 рейсов[20]

## Август
- 1 августа — Отменено государственное пособие для безработных и малоимущих[21][22].
- 8 августа — Введён налог на сверхприбыль банковского сектора в размере 40 %[23][24].
- 14 августа — Количество мигрантов, прибывших в Италию за 2023 год, достигло 100 000 чел.[25][26]
- 16 августа — Государственный долг Италии достиг 2,9 триллиона евро, что составило исторический максимум[27][28].
- 25 августа — В Милане зафиксирован самый жаркий день с начала ведения метеорологических наблюдений в 1763 году. Средняя дневная температура достигла 33°С[29][30][31].

## Сентябрь
- 16 сентября — В Турине во время тренировочного полета разбился самолет Aermacchi MB-339-PAN пилотажной группы Frecce Tricolore[32][33]
- 19 сентября — Эвапоритовый карст и пещеры Северных Апеннин включены в Список объектов всемирного наследия ЮНЕСКО[34][35]

## Октябрь
- 16 октября
  - Управление конкуренции Италии[англ.] наложило штраф в размере 200 млн евро на телекоммуникационные компании Fastweb[англ.], TIM, Vodafone Италия[англ.] и Wind Tre[англ.] за преднамеренное препятствование развитию конкуренции путём секретного соглашения при биллинге услуг сотовой связи[36][37][38]
  - Италия подала иск в Европейский суд на Австрию из-за ограничений со стороны Австрии на передвижение тяжёлых грузов по перевалу Бреннер[39][40][41][42]
- 18 октября — Парламент Италии одобрил учреждение музея холокоста[англ.] в Риме. Это будет первый музей холокоста в Италии[43][44][45]
- 21 октября — Италия возобновила пограничный контроль со Словенией на период 10 дней с вероятностью продления из-за конфликта в секторе Газа и опасений в связи с этим увеличения преступности[46][47][48][49]

## Ноябрь
- 16 ноября — Принят закон о запрете производства и продажи искусственного мяса, выращенного в лаборатории из клеток животных[50][51]

## В науке
- 17 мая — в Помпеях обнаружены останки двух людей периода извержения Везувия. Также найдены бусины от ожерелья, 6 монет, две из которых датируются серединой II века до н.э.[52][53]
- 28 июня — в Помпеях на стене дома обнаружили фреску, на которой изображено блюдо, являющееся прообразом пиццы. Предположительно, фреске 2 000 лет[54][55].
- 27 июля — в Риме возле Ватикана обнаружены руины Театра Нерона, датируемые I веком н.э. Руины обнаружены во дворе Палаццо делла Ровере на глубине 5 м. под землёй[56][57][58]
- 21 августа — На древнеримской вилле «Чивита Джулиана» около Помпеев обнаружена спальня для рабов римского периода[59][60]
- 5 ноября — У северо-восточного побережья Сардинии близ Арцакены обнаружено от 30 до 50 тысяч древнеримских монет начала IV века нашей эры[61][62][63]

## В культуре
- 17 июля — Установлена подлинность рукописи оперы «Alahor in Granata[англ.]» Гаэтано Доницетти с его  автографом, хранящаяся в библиотеке консерватории Палермо[64][65][66]

## В спорте
- 18 марта — Велогонка «Милан — Сан-Ремо 2023»
- 21—25 марта — Международная неделя Коппи и Бартали 2023
- 21—23 июля — Кубок мира по художественной гимнастике (Милан)
- 13 августа — Янник Синнер выиграл турнир Мастерс в Торонто (Канада)[67][68]

## Умерли
- 6 января — Джанлука Виалли, футболист, тренер
- 16 января — Джина Лоллобриджида, актриса
- 3 февраля — Пако Рабан, дизайнер
- 12 июня
  - Сильвио Берлускони, предприниматель, политик[69][70]
  - Франческо Нути, актёр, режиссёр[71]
- 10 августа
  - Микела Мурджиа[англ.], писатель, радиоведущая[72]
  - Антонелла Луальди, актриса[73]
- 16 августа — Рената Скотто, оперная певица[74]
- 22 августа — Тото Кутуньо, певец, композитор[75]
- 22 сентября — Джорджо Наполитано, политик[76][77]
- 4 ноября ─ Марина Чиконья, кинопродюсер[78][79]